# Vers-sur-Selle
Vers-sur-Selle é uma comuna francesa na região administrativa de Altos da França, no departamento de Somme. Estende-se por uma área de 11,18 km². Em 2010 a comuna tinha 742 habitantes (densidade: 66,4 hab./km²).